# American Music Award for Favorite Country Band/Duo/Group
Die American Music Awards in der Kategorie Favorite Country Duo or Group werden seit 1974 verliehen. Die meisten Preise erhielt die Band Alabama, die den Award 17 Mal verliehen bekam. Sie wurde ebenso am häufigsten nominiert, insgesamt 18 Mal.

## Übersicht

### 1970er Jahre
| Jahr | Künstler                        | Ref |
| ---- | ------------------------------- | --- |
| 1974 | The Carter Family               |     |
| 1974 | The Osborne Brothers            |     |
| 1974 | The Statler Brothers            |     |
| 1975 | Conway Twitty & Loretta Lynn    |     |
| 1975 | George Jones & Tammy Wynette    |     |
| 1975 | The Statler Brothers            |     |
| 1976 | Donny Osmond & Marie Osmond     |     |
| 1976 | The Statler Brothers            |     |
| 1976 | Conway Twitty & Loretta Lynn    |     |
| 1977 | Conway Twitty & Loretta Lynn    |     |
| 1977 | George Jones & Tammy Wynette    |     |
| 1977 | The Statler Brothers            |     |
| 1978 | Conway Twitty & Loretta Lynn    |     |
| 1978 | George Jones & Tammy Wynette    |     |
| 1978 | The Statler Brothers            |     |
| 1979 | The Statler Brothers            |     |
| 1979 | Waylon Jennings & Willie Nelson |     |
| 1979 | Oak Ridge Boys                  |     |

### 1980er Jahre
| Jahr | Künstler                    | Ref   |
| ---- | --------------------------- | ----- |
| 1980 | The Statler Brothers        |       |
| 1980 | Oak Ridge Boys              |       |
| 1980 | Kenny Rogers & Dottie West  |       |
| 1981 | The Statler Brothers        |       |
| 1981 | Charlie Daniels Band        |       |
| 1981 | Oak Ridge Boys              |       |
| 1982 | Oak Ridge Boys              | [ 1 ] |
| 1982 | Alabama                     | [ 1 ] |
| 1982 | Willie Nelson & Ray Price   | [ 1 ] |
| 1982 | The Statler Brothers        | [ 1 ] |
| 1983 | Alabama                     |       |
| 1983 | Oak Ridge Boys              |       |
| 1983 | The Statler Brothers        |       |
| 1984 | Alabama                     |       |
| 1984 | Oak Ridge Boys              |       |
| 1984 | Kenny Rogers & Dolly Parton |       |
| 1984 | The Statler Brothers        |       |
| 1985 | Alabama                     |       |
| 1985 | Oak Ridge Boys              |       |
| 1985 | The Statler Brothers        |       |
| 1986 | Alabama                     |       |
| 1986 | The Judds                   |       |
| 1986 | Oak Ridge Boys              |       |
| 1987 | Alabama                     |       |
| 1987 | The Forester Sisters        |       |
| 1987 | The Judds                   |       |
| 1987 | Marie Osmond & Paul Davis   |       |
| 1988 | Alabama                     |       |
| 1988 | The Judds                   |       |
| 1988 | Restless Heart              |       |
| 1989 | Alabama                     |       |
| 1989 | The Judds                   |       |
| 1989 | Oak Ridge Boys              |       |

### 1990er Jahre
| Jahr | Künstler                 | Ref   |
| ---- | ------------------------ | ----- |
| 1990 | Alabama                  | [ 2 ] |
| 1990 | Highway 101              | [ 2 ] |
| 1990 | The Judds                | [ 2 ] |
| 1991 | Alabama                  | [ 3 ] |
| 1991 | The Judds                | [ 3 ] |
| 1991 | Shenandoah               | [ 3 ] |
| 1992 | Alabama                  |       |
| 1992 | The Judds                |       |
| 1992 | The Kentucky Headhunters |       |
| 1993 | Alabama                  | [ 4 ] |
| 1993 | Brooks & Dunn            | [ 4 ] |
| 1993 | Sawyer Brown             | [ 4 ] |
| 1994 | Alabama                  |       |
| 1994 | Brooks & Dunn            |       |
| 1994 | Little Texas             |       |
| 1995 | Alabama                  | [ 5 ] |
| 1995 | Brooks & Dunn            | [ 5 ] |
| 1995 | Little Texas             | [ 5 ] |
| 1996 | Alabama                  | [ 6 ] |
| 1996 | Blackhawk                | [ 6 ] |
| 1996 | Brooks & Dunn            | [ 6 ] |
| 1997 | Brooks & Dunn            | [ 7 ] |
| 1997 | Blackhawk                | [ 7 ] |
| 1997 | The Mavericks            | [ 7 ] |
| 1998 | Alabama                  | [ 8 ] |
| 1998 | Brooks & Dunn            | [ 8 ] |
| 1998 | Sawyer Brown             | [ 8 ] |
| 1999 | Alabama                  |       |
| 1999 | Brooks & Dunn            |       |
| 1999 | Dixie Chicks             |       |

### 2000er Jahre
| Jahr | Künstler          | Ref    |
| ---- | ----------------- | ------ |
| 2000 | Brooks & Dunn     | [ 9 ]  |
| 2000 | Diamond Rio       | [ 9 ]  |
| 2000 | Dixie Chicks      | [ 9 ]  |
| 2001 | Dixie Chicks      |        |
| 2001 | Brooks & Dunn     |        |
| 2001 | Lonestar          |        |
| 2002 | Brooks & Dunn     |        |
| 2002 | Lonestar          |        |
| 2002 | SheDaisy          |        |
| 2003 | Dixie Chicks      | [ 10 ] |
| 2003 | Brooks & Dunn     | [ 10 ] |
| 2003 | Lonestar          | [ 10 ] |
| 2003 | Alabama           | [ 11 ] |
| 2003 | Brooks & Dunn     | [ 11 ] |
| 2003 | Dixie Chicks      | [ 11 ] |
| 2004 | Brooks & Dunn     | [ 12 ] |
| 2004 | Lonestar          | [ 12 ] |
| 2004 | Rascal Flatts     | [ 12 ] |
| 2005 | Brooks & Dunn     | [ 13 ] |
| 2005 | Big & Rich        | [ 13 ] |
| 2005 | Rascal Flatts     | [ 13 ] |
| 2006 | Rascal Flatts     | [ 14 ] |
| 2006 | Brooks & Dunn     | [ 14 ] |
| 2006 | Montgomery Gentry | [ 14 ] |
| 2007 | Rascal Flatts     | [ 15 ] |
| 2007 | Big & Rich        | [ 15 ] |
| 2007 | Brooks & Dunn     | [ 15 ] |
| 2008 | Rascal Flatts     | [ 16 ] |
| 2008 | Brooks & Dunn     | [ 16 ] |
| 2008 | Sugarland         | [ 16 ] |
| 2009 | Rascal Flatts     | [ 17 ] |
| 2009 | Sugarland         | [ 17 ] |
| 2009 | Zac Brown Band    | [ 17 ] |

### 2010er Jahre
| Jahr | Künstler             | Ref    |
| ---- | -------------------- | ------ |
| 2010 | Lady Antebellum      | [ 18 ] |
| 2010 | Rascal Flatts        | [ 18 ] |
| 2010 | Zac Brown Band       | [ 18 ] |
| 2011 | Lady Antebellum      | [ 19 ] |
| 2011 | The Band Perry       | [ 19 ] |
| 2011 | Zac Brown Band       | [ 19 ] |
| 2012 | Lady Antebellum      | [ 20 ] |
| 2012 | Rascal Flatts        | [ 20 ] |
| 2012 | Zac Brown Band       | [ 20 ] |
| 2013 | Lady Antebellum      | [ 21 ] |
| 2013 | The Band Perry       | [ 21 ] |
| 2013 | Florida Georgia Line | [ 21 ] |
| 2014 | Florida Georgia Line | [ 22 ] |
| 2014 | Eli Young Band       | [ 22 ] |
| 2014 | Lady Antebellum      | [ 22 ] |
| 2015 | Florida Georgia Line | [ 23 ] |
| 2015 | Little Big Town      | [ 23 ] |
| 2015 | Zac Brown Band       | [ 23 ] |
| 2016 | Florida Georgia Line | [ 24 ] |
| 2016 | Old Dominion         | [ 24 ] |
| 2016 | Zac Brown Band       | [ 24 ] |
| 2017 | Little Big Town      | [ 25 ] |
| 2017 | Florida Georgia Line | [ 25 ] |
| 2017 | Old Dominion         | [ 25 ] |
| 2018 | Florida Georgia Line | [ 26 ] |
| 2018 | Dan + Shay           | [ 26 ] |
| 2018 | Lanco                | [ 26 ] |
| 2019 | Dan + Shay           | [ 27 ] |
| 2019 | Florida Georgia Line | [ 27 ] |
| 2019 | Old Dominion         | [ 27 ] |

### 2020er Jahre
| Jahr | Künstler             | Ref    |
| ---- | -------------------- | ------ |
| 2020 | Dan + Shay           | [ 28 ] |
| 2020 | Florida Georgia Line | [ 28 ] |
| 2020 | Old Dominion         | [ 28 ] |
| 2021 | Dan + Shay           | [ 29 ] |
| 2021 | Florida Georgia Line | [ 29 ] |
| 2021 | Lady A               | [ 29 ] |
| 2021 | Old Dominion         | [ 29 ] |
| 2021 | Zac Brown Band       | [ 29 ] |
| 2022 | Dan + Shay           | [ 30 ] |
| 2022 | Lady A               | [ 30 ] |
| 2022 | Old Dominion         | [ 30 ] |
| 2022 | Parmalee             | [ 30 ] |
| 2022 | Zac Brown Band       | [ 30 ] |

## Mehrfachsieger
17 Awards
- Alabama

5 Awards
- Brooks & Dunn

4 Awards
- Dan + Shay
- Florida Georgia Line
- Lady A
- Rascal Flatts

3 Awards
- The Statler Brothers
- Conway Twitty & Loretta Lynn

2 Awards
- The Chicks

### Mehrfachnominierte
18 Nominierungen
- Alabama

17 Nominierungen
- Brooks & Dunn

12 Nominierungen
- The Statler Brothers

9 Nominierungen
- Florida Georgia Line
- Oak Ridge Boys

8 Nominierungen
- Rascal Flatts
- Zac Brown Band

7 Nominierungen
- The Judds
- Lady A

6 Nominierungen
- Old Dominion

5 Nominierungen
- Dan + Shay
- The Chicks

4 Nominierungen
- Conway Twitty & Loretta Lynn
- Lonestar

3 Nominierungen
- George Jones & Tammy Wynette

2 Nominierungen
- The Band Perry
- Big & Rich
- BlackHawk
- Little Big Town
- Little Texas
- Willie Nelson (1× mit Waylon Jennings und 1× mit Ray Price)
- Marie Osmond (1× mit Donny Osmond und 1× mit Paul Davis)
- Kenny Rogers (1× mit Dolly Parton und 1× mit Dottie West)
- Sawyer Brown
- Sugarland